# Перуанский новый соль
Перуанский соль (исп. sol) — валюта государства Перу с 1 июля 1991 года. До 2015 года — новый соль.
Новый соль введён с 1 июля 1991 года в соответствии с законом от 3 января 1991 года, заменив в обращении перуанский инти в соотношении: 1 миллион инти = 1 новый соль. А с 15 декабря 2015 года «новый соль» был переименован в «соль», обозначение валюты изменено с «S/.» на «S/». 24 февраля 2016 название валюты на английском языке в ISO 4217 было изменено с «Nuevo Sol» на «Sol». Изменение названия с «Новый соль» на «Соль» в Общероссийском классификаторе валют произведено приказом Росстандарта от 2 июня 2016 года, в котором указано, что изменение действует с 15 декабря 2015 года.

## Банкноты

### Серия 1991—2006 года
| Изображение     | Изображение       | Номинал         | Размеры (мм) | Основные цвета | Описание                                                | Описание                        | Годы выпуска                                 |
| Лицевая сторона | Оборотная сторона | Номинал         | Размеры (мм) | Основные цвета | Лицевая сторона                                         | Оборотная сторона               | Годы выпуска                                 |
| --------------- | ----------------- | --------------- | ------------ | -------------- | ------------------------------------------------------- | ------------------------------- | -------------------------------------------- |
|                 |                   | 10 новых солей  | 140×65       | зелёный        | военный лётчик, герой Перу Хосе Киньонес Гонсалес       | самолёт Caza FAP XXI-41-3       | 1992 1994—1999 2001 2005 2006                |
|                 |                   | 20 новых солей  | 140×65       | оранжевый      | дипломат и политический деятель Рауль Поррас Барренечеа | дворец Торре-Талье в Лиме       | 1991 1992 1994—2001 2004 2006                |
|                 |                   | 50 новых солей  | 140×65       | коричневый     | писатель Абраам Вальделомар                             | оазис Уакачина возле города Ика | 1991 1992 1994 1995 1997—1999 2001 2005 2006 |
|                 |                   | 100 новых солей | 140×65       | голубой        | историк Хорхе Басадре Громанн                           | Национальная Библиотека Перу    | 1991 1992 1995 1996 1999 2001 2004 2006      |
|                 |                   | 200 новых солей | 140×65       | розовый        | св. Роза Лимская                                        | монастырь Санто-Доминго         | 1995                                         |

### Банкноты 2009 года
13 августа 2009 года Центральным резервным банком Перу была введена новая серия банкнот образца 2009 года номиналами 10, 20, 50, 100 и 200 новых солей.
| Номинал         | Дата ввода | Цвет      | Аверс                   | Реверс                                 | Картинка аверса | Картинка реверса |
| --------------- | ---------- | --------- | ----------------------- | -------------------------------------- | --------------- | ---------------- |
| 10 новых солей  | 2009       | латунный  | Хосе Киньонес Гонсалес  | Вид древнего города Мачу-Пикчу         |                 |                  |
| 20 новых солей  | 2009       | бронзовый | Рауль Поррас Барренечеа | Древний центр культуры Чан-Чан         |                 |                  |
| 50 новых солей  | 2009       | медный    | Абраам Вальделомар      | Руины древнего Чавин-де-Уантар         |                 |                  |
| 100 новых солей | 2009       | синий     | Хорхе Басадре           | Памятник древней культуры Гран-Пахатен |                 |                  |
| 200 новых солей | 2009       | сиреневый | Святая Роза Лимская     | Древнейший город Караль в Перу         |                 |                  |

## Режим валютного курса
В настоящее время в Перу используется режим плавающего валютного курса. Критерием эффективности курсовой политики (курсовой якорь) выступают показатели инфляции.